# Албанија на Светском првенству у атлетици у дворани 2003.
Албанија је трећи пут учествовала на Светском првенству у атлетици у дворани 2003. одржаном у Бирмингему од 14. до 16. марта. Репрезентацију Албаније представљала су два такмичара (1 мушкарац и 1 жена), који су се такмичили у 2 дисциплине (1 мушка и 1 женска).
Такмичари Албаније није освојили ниједну медаљу.

## Учесници
| Мушкарци: - Елтон Битинцка — 60 м препоне | Жене: - Клодиана Шаља — 400 м |  |

## Резултати

### Мушкарци
| Атлетичар      | Дисциплина   | Лични рекорд | Квалификације | Квалификације | Полуфинале           | Полуфинале           | Финале               | Финале       | Детаљи |
| Атлетичар      | Дисциплина   | Лични рекорд | Резултат      | Место         | Резултат             | Место                | Резултат             | Место        | Детаљи |
| -------------- | ------------ | ------------ | ------------- | ------------- | -------------------- | -------------------- | -------------------- | ------------ | ------ |
| Елтон Битинцка | 60 м препоне | 8,11         | 8,62          | 8. у гр. 1    | Није се квалификовао | Није се квалификовао | Није се квалификовао | 29 / 29 (31) |        |

### Жене
| Атлетичарка   | Дисциплина | Лични рекорд | Квалификације | Квалификације | Полуфинале            | Полуфинале            | Финале                | Финале       | Детаљи |
| Атлетичарка   | Дисциплина | Лични рекорд | Резултат      | Место         | Резултат              | Место                 | Резултат              | Место        | Детаљи |
| ------------- | ---------- | ------------ | ------------- | ------------- | --------------------- | --------------------- | --------------------- | ------------ | ------ |
| Клодиана Шаља | 400 м      | 57,61        | 57,81         | 6. у гр. 2    | Није се квалификовала | Није се квалификовала | Није се квалификовала | 26 / 27 (29) |        |